# Kruisdraging (Jheronimus Bosch)
De Kruisdraging is een dubbelzijdig beschilderd schilderij van de Zuid-Nederlandse schilder Jheronimus Bosch in het Kunsthistorisches Museum in Wenen.

## Voorstelling
Het stelt de kruisdraging van Christus voor. Boven is een bonte stoet van personen te zien met in het midden Christus met het kruis. Zijn gang wordt bemoeilijkt door twee spijkerblokken die bij het lopen tegen zijn voeten en enkels slaan. Deze toevoeging komt meer voor op 15e- en 16e-eeuwse kunst uit de Nederlanden. De stoet wordt geleid door een soldaat met op zijn rug een schild met een pad erop, wat duidelijk maakt dat het hier om het leger van de Duivel gaat.
Onder is de berg Golgotha afgebeeld met een voorstelling van de goede en de slechte moordenaar. De slechte moordenaar wordt van zijn touwen ontdaan, terwijl het boomkruis van de goede moordenaar al klaar is. De goede moordenaar belijdt op het laatste moment zijn zonden door het nemen van een biecht, terwijl de slechte moordenaar jammerend zijn executie afwacht. Dergelijke zinnebeeldige voorstellingen komen vaker voor in de middeleeuwse schilderkunst. Volgens Bosch-kenner Charles de Tolnay is de persoon die de slechte moordenaar in bedwang houdt en daarbij de toeschouwer aankijkt niemand anders dan de kunstenaar zelf.
Het paneel was oorspronkelijk aan de bovenkant kwartcirkelvormig. Hier moet oorspronkelijk de dwarsarm van het boomkruis te zien zijn geweest. Het paneel vormde het linkerluik van een drieluik, dat vermoedelijk de passie van Christus als onderwerp had. Volgens De Tolnay stelde het middenpaneel mogelijk een Kruisiging voor en het rechterpaneel een Kruisafneming.

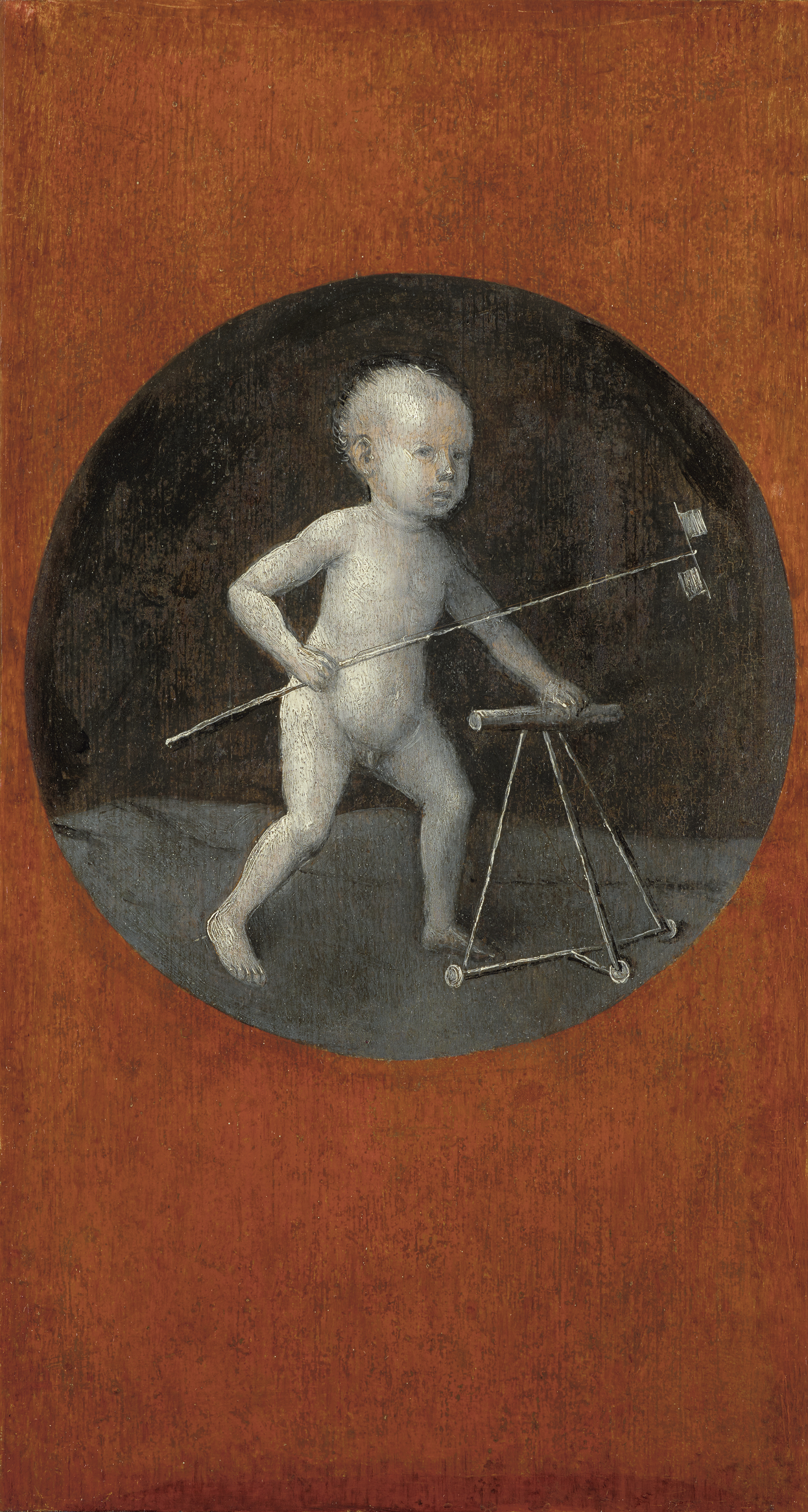
Achterzijde.

De vorm van deze kruisdraging wordt meestal in verband gebracht met composities uit het begin van de 15e eeuw, vooral vanwege de opdeling in twee zones. Volgens De Tolnay is het werk mogelijk door Duitse schilderijen beïnvloed, vanwege de boosachtigheid van de Christus omringende figuren. Nieuw is de manier waarop Bosch de voorstelling actualiseert door het anachronisme van de biechtende goede moordenaar. Deze moet de toeschouwer hebben herinnerd aan eigentijdse terechtstellingen.

## Achterzijde
Aan de achterzijde is in grisaille een kindje afgebeeld, leunend op een looprekje en met een windmolentje in zijn hand. Het kindje was te zien als het drieluik gesloten was. Een dergelijk windmolentje komt ook voor op de schilderijen De goochelaar en Zangers en musici in een ei uit de school van Jheronimus Bosch. Volgens De Tolnay stelt het het Christuskind voor. Zijn windmolentje en zijn looprekje zouden dan een verwijzing naar het kruis zijn. Tegenwoordig denkt men eerder aan een personificatie van de onschuld. Volgens Bosch-kenner Paul Vandenbroeck is het niet onmogelijk dat op het rechter buitenluik eenzelfde kindje was afgebeeld, met eenzelfde windmolentje in zijn hand en zo samen met het linker kindje een soort ‘kindertoernooi’ vormde. Hij merkt echter ook op dat een dergelijke parodische voorstelling niet erg gepast is als aanvulling op een passie-drieluik. Het loopmolentje was in de middeleeuwen een zinnebeeld van de zotheid en het kindertoernooi een allegorie op de waanzin. Volgens de neerlandicus Dirk Bax staat het kindje symbool voor de dwaasheid van hen die Christus' lijden niet begrijpen.

## Toeschrijving en datering
Het werk wordt vrijwel unaniem aan Bosch toegeschreven. Over de precieze datering van het werk tast men in het duister. Het kon om technische redenen niet dendrochronologisch onderzocht worden.

## Herkomst
Het paneel werd in 1923 door het Kunsthistorisches Museum gekocht van de Amsterdamse kunsthandelaar Jacques Goudstikker.

## Tentoonstellingen

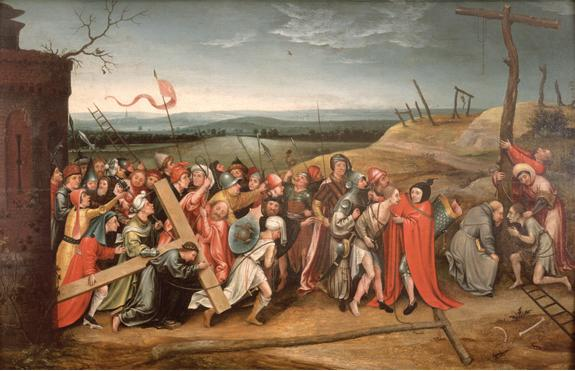
Navolger van Jheronimus Bosch. Kruisdraging. 16e eeuw. Chicago, Loyola University Museum of Art.

De kruisdraging maakte deel uit van de volgende tentoonstellingen:
- Jeroen Bosch, Noord-Nederlandsche primitieven, Museum Boymans, Rotterdam, 10 juli-15 oktober 1936, cat.nr. 48.
- Jheronimus Bosch, Noordbrabants Museum, 's-Hertogenbosch, 17 september 1967–15 november 1967, cat.nr. 28, p. 114.

## Kopieën
In het Loyola University Museum of Art in Chicago bevindt zich een vrije kopie naar de Kruisdraging in horizontaal formaat. Bosch-auteur Walter Ephron hield in 1931 een fel betoog waarin hij deze versie als origineel beschouwt. Deze mening wordt verder door geen enkele auteur gedeeld. Ook de Kruisdraging in de verzameling van S. Verde in het Franse Neuilly is gedeeltelijk aan de Weense Kruisdraging ontleend. Dit werk wordt tegenwoordig in verband gebracht met Bosch-navolger Jan Mandijn. Verder vermeldt Marcus van Vaernewyck in 1566 een Kruisdraging 'ghedaen bij meester Jeronimus Bosch' in de Sint-Pharaïldiskerk in Gent. Deze Kruisdraging wordt door kunsthistoricus Max Friedländer in één adem genoemd met de Weense Kruisdraging.